# Angaeus leucomenus
Angaeus leucomenus là một loài nhện trong họ Thomisidae.
Loài này thuộc chi Angaeus. Angaeus leucomenus được Tord Tamerlan Teodor Thorell miêu tả năm 1895.